# Gateway Arch
A Gateway Arch egy 192 méter magas emlékmű az Amerikai Egyesült Államokban, a Missouri állambeli St. Louisban. A rozsdamentes acéllal burkolt, láncgörbe alakú boltív a világ legmagasabb boltíve és Missouri állam legmagasabb bejárható építménye. Az Egyesült Államok nyugati terjeszkedésének emlékműveként épült és hivatalosan „az amerikai népnek” dedikált emlékmű, amelyet általában „A Nyugat kapuja” néven emlegetnek, mivel a város Louisiana 1803-as megvásárlása után a további terjeszkedés egyik központja lett. Az ország legkisebb nemzeti parkjának, a Gateway Arch Nemzeti Parknak a névadója és legfőbb látványossága, valamint St. Louis nemzetközileg elismert szimbóluma.
Az emlékművet Eero Saarinen finn-amerikai építész tervezte 1947-ben, az építkezés 1963. február 12-én kezdődött és 1965. október 28-án fejeződött be, 13 millió dolláros (2023-ban 95,9 millió dollárnak megfelelő) összköltséggel. 1967. június 10-én nyitották meg a nagyközönség előtt. Az emlékmű St. Louis 1764-es alapításának helyszínén, a Mississippi nyugati partján található.

## Építészeti jellemzői

### Általános jellemzői
A Gateway Arch szélessége és magassága egyaránt 192 m (630 láb). Az ív a legmagasabb emlékmű az Egyesült Államokban és a legmagasabb rozsdamentes acél emlékmű a világon.
A boltív lábainak keresztmetszete egyenlő oldalú háromszög, amely az alapnál oldalanként 16 méter (54 láb) és a csúcsnál oldalanként 5,2 méter (17 láb) között szűkül. Mindegyik fal rozsdamentes acélból készült héjból áll, amely két szénacél falból álló szendvicset fed, középen vasbetonnal a talajszinttől 91 méteres magasságig, innentől a csúcsig pedig szénacélból. A boltív üreges, hogy befogadja az egyedülálló siklórendszert, amely a látogatókat a csúcson lévő kilátószintre viszi.
A szerkezeti terhelést egy feszített héjszerkezet támogatja. Minden egyes talapzatot 23 570 tonna betonba ágyaztak, amely 13 méter vastag és 18 méter mély. Az alapozásból 6,1 méternyi az alapkőzetben helyezkedik el. Az ív ellenáll a földrengéseknek és úgy tervezték, hogy akár 46 cm kilengést is kibírjon mindkét irányban, miközben ellenáll a 240 km/h  sebességű szélnek. A szerkezet össztömege 38 898 tonna, amelyből a beton 23 570 tonnát, a szerkezeti acél belseje 1957 tonnát, a boltív külső részét borító 6,3 mm vastagságú 304-es minőségű rozsdamentes acéllemezek pedig 804 tonnát tesznek ki. Ez a rozsdamentes acélmennyiség a történelem során a legtöbb, amit egyetlen épülethez használtak fel.

### Matematikai háttér
A szerkezet geometriai formáját a Hannskarl Bandel német-amerikai mérnök által Saarinen számára megadott matematikai egyenletek határozták meg. Bruce Detmers és más építészek a geometriai formát tervrajzokon ezzel az egyenlettel fejezték ki:
{\displaystyle y=A\left(\cosh {\frac {Cx}{L}}-1\right)\quad \Leftrightarrow \quad x={\frac {L}{C}}\operatorname {arcosh} \left(1+{\frac {y}{A}}\right)},
az alábbi konstansokkal
{\displaystyle A={\frac {f_{c}}{Q_{b}/Q_{t}-1}}=68.7672}
{\displaystyle C=\operatorname {arcosh} {\frac {Q_{b}}{Q_{t}}}=3.0022}

ahol fc = 190,5282 m a középpont maximális magassága, Qb = 117,30543 m2 az ív maximális keresztmetszeti területe az alapnál, Qt =  11,62594 m2 az ív minimális keresztmetszeti területe a csúcsnál, és L = 91,20344 ma középpont félszélessége az alapnál. A háromszög keresztmetszeti területe lineárisan változik a középpont függőleges magasságával.
Ez a hiperbolikus koszinuszfüggvény írja le a láncgörbe alakját. Egy lánc, amely csak a saját súlyát hordozza, láncgörbe alakot vesz fel, és csak húzóerő hat rá. Hasonlóképpen, egy invertált láncgörbeívben, amely csak a saját súlyát hordozza, tisztán nyomóerő ébred, nyírás nélkül. A láncgörbe ív a legstabilabb az összes ív közül, mivel a nyomóerő a lábakon keresztül halad át, és az alapozásban elnyelődik, ahelyett, hogy a lábakat szétfeszítené. Maga a Gateway Arch nem egy közönséges láncgörbe ív, hanem egy általánosabb, y=Acosh (Bx) alakú súlyozott láncgörbe. Saarinen azért választotta a súlyozott láncgörbét a hagyományos helyett, mert kevésbé tűnt hegyesnek és meredeknek. 1959-ben némi zavart okozott az ív tényleges alakjával kapcsolatban, amikor azt írta: „Ez az ív nem igazi parabola, ahogyan azt gyakran állítják. Ehelyett ez egy láncgörbe, egy olyan görbe, amelyben a nyomóerők folyamatosan az ív lábainak középpontjában maradnak.” William V. Thayer, a St. Louis Community College matematika professzora később a St. Louis Post-Dispatch című lapnak írt, és felhívta a figyelmet arra, hogy a szerkezet egy súlyozott láncgörbének felel meg.

## Fordítás
- Ez a szócikk részben vagy egészben  a   Gateway Arch című angol Wikipédia-szócikk ezen változatának fordításán alapul.  Az eredeti cikk szerkesztőit annak laptörténete sorolja fel. Ez a jelzés csupán a megfogalmazás eredetét és a szerzői jogokat jelzi, nem szolgál a cikkben szereplő információk forrásmegjelöléseként.